# Чикмагалур
Чикмагалур или Чикмугалур (англ. Chikmagalur) — город в индийском штате Карнатака. Административный центр округа Чикмагалур. Средняя высота над уровнем моря — 1036 метров. По данным всеиндийской переписи 2001 года, в городе проживало 101 021 человек, из которых мужчины составляли 51 %, женщины — соответственно 49 %. Уровень грамотности взрослого населения составлял 77 % (при общеиндийском показателе 59,5 %). Уровень грамотности среди мужчин составлял 80 %, среди женщин — 73 %. 11 % населения было моложе 6 лет.
В округе расположена горная цепь Кудремукх, где находится третья по высоте вершина Карнатаки, также называемая Кудремукх.